# 1988년 구정컵
1988년 구정컵은 홍콩에서 해마다 열리는 구정컵의 6번째 대회이다.
결승전에서 홍콩리그 올스타팀이 오르후스 GF를 승부차기로 꺾고 우승을 차지했다.

## 우승
| 1988년 구정컵 우승           |
| ---------------------------- |
| 영국령 홍콩                  |
| 홍콩리그 올스타 두 번째 우승 |